# Bianor fasciatus
Bianor fasciatus là một loài nhện trong họ Salticidae.
Loài này thuộc chi Bianor. Bianor fasciatus được Cândido Firmino de Mello-Leitão miêu tả năm 1922.